# Xã Hamilton, Quận Lawrence, Ohio
Xã Hamilton (tiếng Anh: Hamilton Township) là một xã thuộc quận Lawrence, tiểu bang Ohio, Hoa Kỳ. Năm 2010, dân số của xã này là 1.772 người.